# 25 Monocerotis
25 Monocerotis (25 Mon / HD 61064 / HR 2927) es una estrella en la constelación de Monoceros, el unicornio, de magnitud aparente +5,14.
Se encuentra a 202 años luz del sistema solar.
25 Monocerotis es una gigante blanco-amarilla de tipo espectral F6III con una temperatura superficial de 6449 K.
Brilla con una luminosidad 71 veces superior a la del Sol y su diámetro es 6,2 veces más grande que el diámetro solar.
Rota con una velocidad de al menos 20 km/s.
Tiene una masa estimada de 2,2 masas solares con una edad aproximada de 530 millones de años —un 12% de la edad del Sol—.
A diferencia de las gigantes de tipo K o G tardío, relativamente abundantes, las gigantes de tipo F son muy escasas; entre éstas, cabe destacar a ρ Puppis por su semejanza con 25 Monocerotis.
25 Monocerotis tiene una elevada metalicidad, siendo la relación entre el contenido de hierro y el de hidrógeno 2,6 veces mayor que en el Sol.
Asimismo, muestra sobreabundancia de elementos como hierro, níquel y bario; sin embargo, es el calcio el elemento que muestra un contenido relativo más alto, más de cuatro veces por encima del valor solar.
Se piensa que 25 Monocerotis puede ser una variable del tipo Delta Scuti, con una pequeña variación de brillo de 0,01 magnitudes.